# Labomimus fimbriatus
Labomimus fimbriatus – gatunek chrząszcza z rodziny kusakowatych i podrodziny marników. Występuje endemicznie w południowych Chinach.
Gatunek ten opisali po raz pierwszy w 2013 roku Yin Ziwei i Peter Hlaváč na łamach ZooKeys. Jako miejsce typowe wskazano górę Gaoligong Shan w gminie miejskiej Pianma w Junnanie. Materiał typowy zdeponowano w Shanghai Shifan Daxue.
Chrząszcz o rudobrązowym ciele długości od 3,47 do 3,77 mm i od 1,22 do 1,26 mm szerokości. Głowa jest nieco dłuższa niż szeroka, o zaokrąglonych bokach zapoliczków. Oczy złożone buduje około 30 omatidiów. Czułki buduje jedenaście członów, z których trzy ostatnie formują buławkę; człon dziewiąty jest u samca zmodyfikowany, a człon dziesiąty jest prawie symetryczny. Przedplecze jest nieco dłuższe niż szerokie, o lekko okrągławo rozszerzonych krawędziach przednio-bocznych. Pokrywy są szersze niż dłuższe. Zapiersie (metawentryt) ma długie i na przedzie zakrzywione wyrostki. Odnóża przedniej pary mają uzbrojone kolcami brzuszne krawędzie bioder, krętarzy i ud oraz wyraźny, trójkątny wyrostek na szczycie goleni. Odnóża środkowej pary mają po dużym kolcu na spodach krętarzy, szeroko zaokrąglone spody ud i po drobnych guzku na szczycie goleni. Tylne krętarze i uda pozbawione są modyfikacji. Odwłok jest szeroki na przedzie i zwęża się ku tyłowi. Genitalia samca mają środkowy płat edeagusa symetryczny i smuklejszy niż u L. simplicipalpus.
Owad ten jest endemitem południowo-zachodniej części Chin, znanym tylko z Junnanu. Spotykany był w terenie górzystym, na rzędnych od 3000 do 3150 m n.p.m. Zasiedla lasy mieszane i bambusowe zarośla. Bytuje w ściółce, wśród mchów i butwiejącego drewna.